# Luciano Gallino
Luciano Gallino, né le 15 mai 1927 à Turin et mort le 8 novembre 2015 à Turin, est un sociologue, un écrivain et un professeur italien.
Parmi les sociologues italiens les plus cités, il est considéré comme un des experts italiens du rapport entre les nouvelles technologies et la formation ainsi que la transformation du marché du travail.

## Publications
- Aspetti del progresso tecnologico negli stabilimenti Olivetti, Milan, Giuffré, 1960 .
- Progresso tecnologico ed evoluzione organizzativa negli stabilimenti Olivetti, 1946-1959. Ricerca sui fattori interni di espansione di un'impresa, Milan, Giuffré, 1960 .
- Indagini di sociologia economica, Milan, Edizioni di Comunità, 1962 .
- L'industria e i sociologi,  Milan, Edizioni di Comunità, 1962 .
- Questioni di sociologia, Milan, Edizioni di Comunità, 1962 ; 1969 .
- Personalità ed educazione nel processo di industrializzazione, Turin, Tirrenia, 1966.
- La teoria del sistema sociale di Talcott Parsons, Turin, Tirrenia, 1966.
- Personalità e industrializzazione, Turin, Loescher, 1968.
- Indagini di sociologia economica e industriale, Milan, Edizioni di Comunità, 1972.
- Dizionario di sociologia, Turin, UTET, 1978; 1983.  (ISBN 88-02-03850-3) ; 1993 .  (ISBN 88-02-04773-1) ; 2004 .  (ISBN 88-7750-919-8) .
- La società. Perché cambia, come funziona. Un'introduzione sistemica alla sociologia,  Turin, Paravia, 1980 .
- Occupati e bioccupati. Il doppio lavoro nell'area torinese, Bologne, il Mulino, 1982 .
- Informatica e qualità del lavoro, Turin, Einaudi, 1983 .  (ISBN 88-06-05533-X) .
- Mente, comportamento e intelligenza artificiale, Milan, Edizioni di Comunità, 1984 .  (ISBN 88-245-0211-3) .
- Il lavoro e il suo doppio. Seconda occupazione e politiche del lavoro in Italia, Bologne, il Mulino, 1985 .  (ISBN 88-15-00846-2) .
- Della ingovernabilità. La società italiana tra premoderno e neo-industriale, Milan, Edizioni di Comunità, 1987 .  (ISBN 88-245-0389-6) .
- Lavoro e spiegazione sociologica, in Lavoro e non-lavoro. Condizione sociale e spiegazione della società, Milan, F. Angeli, 1987 .  (ISBN 88-204-2682-X) .
- L'attore sociale. Biologia, cultura e intelligenza artificiale, Turin, Einaudi, 1987 .  (ISBN 88-06-59820-1) .
- Sociologia della politica, Turin, UTET Libreria, 1989 .  (ISBN 88-7750-110-3) .
- Sociologia dell'economia e del lavoro. Tecnologia, organizzazioni complesse e classi sociali, Turin, UTET Libreria, 1989 .  (ISBN 88-7750-116-2) .
- La sociologia. Indirizzi, specializzazioni, rapporti con altre scienze, Turin, UTET Libreria, 1989 .  (ISBN 88-7750-119-7) .
- La sociologia. Concetti fondamentali, Turin, UTET Libreria, 1989 .  (ISBN 88-7750-120-0) .
- Strani anelli. La società dei moderni, Torino, La Stampa, 1990.  (ISBN 88-7783-040-9).
- Informatica e scienze umane. Lo stato dell'arte, Milan, Franco Angeli, 1991 .  (ISBN 88-204-7179-5) .
- Percorsi della sociologia italiana, Milan, Franco Angeli, 1992 .  (ISBN 88-204-7127-2) .
- Teoria dell'attore e processi decisionali. Modelli intelligenti per la valutazione dell'impatto socio-ambientale, Milan, Franco Angeli, 1992 .  (ISBN 88-204-7508-1) .
- L'incerta alleanza. Modelli di relazioni tra scienze umane e scienze della natura, Turin, Einaudi, 1992 .  (ISBN 88-06-12920-1) .
- Disuguaglianze ed equità in Europa, Rome-Bari, Laterza, 1993 .  (ISBN 88-420-4158-0) .
- Le classi sociali tra gli anni Trenta e gli anni Cinquanta. Un tentativo di quantificazione e comparazione, in Il regime fascista. Storia e storiografia, Rome-Bari, Laterza, 1995 .  (ISBN 88-420-4716-3) .
- Se tre milioni vi sembran pochi. Sui modi per combattere la disoccupazione, Turin, Einaudi, 1998 .  (ISBN 88-06-14363-8) .
- Globalizzazione e disuguaglianze, Rome-Bari, Laterza, 2000 .  (ISBN 88-420-6140-9) .
- Il costo umano della flessibilità, Rome-Bari, Laterza, 2001 .  (ISBN 88-420-6470-X) .
- L’impresa responsabile. Un'intervista su Adriano Olivetti, Turin, Edizioni di Comunità, 2001 .  (ISBN 88-245-0624-0) .
- La società italiana. Cinquant'anni di mutamenti visti dai «  Quaderni di sociologia », avec Paolo Ceri, Turin, Rosenberg & Sellier, 2002 .  (ISBN 88-7011-812-6) .
- La scomparsa dell'Italia industriale, Turin, Einaudi, 2003 .  (ISBN 88-06-16628-X) .
- Per una politica industriale. Istruzione, scelte tecnologiche, strutture istituzionali, distribuzione del reddito, in Sergio Ferrari et [Roberto Romano, Europa e Italia. Divergenze economiche, politiche e sociali, Milan, F. Angeli, 2004 .  (ISBN 88-464-5483-9) .
- L’impresa irresponsabile, Turin, Einaudi, 2005 .  (ISBN 88-06-17537-8) .
- Italia in frantumi, Rome -Bari, Laterza, 2006.  (ISBN 88-420-7834-4) ; 2007 .  (ISBN 978-88-420-8228-6) .
- Tecnologia e democrazia. Conoscenze tecniche e scientifiche come beni pubblici, Turin, Einaudi, 2007 .  (ISBN 978-88-06-18678-4) .
- Il lavoro non è una merce. Contro la flessibilità, Rome-Bari, Laterza, 2007 .  (ISBN 978-88-420-8322-1) .
- Con i soldi degli altri. Il capitalismo per procura contro l'economia, Turin, Einaudi, 2009 .  (ISBN 978-88-06-18599-2) .
- Finanzcapitalismo. La civiltà del denaro in crisi, Torino, Einaudi, 2011.  (ISBN 978-88-06-20701-4).
- La lotta di classe dopo la lotta di classe, entrevue avec Paola Borgna, Rome-Bari, Laterza, 2012 .  (ISBN 978-88-420-9672-6) .
- Il colpo di stato di banche e governi. L'attacco alla democrazia in Europa, Turin, Einaudi, 2013 .  (ISBN 978-88-06-21340-4) .